# Антем
Антем (англ. anthem) — жанр англійської духовної музики XVI–XVIII ст., розгорнутий хоровий твір (типу кантати або розгорнутого мотету) на біблійний текст. Антеми створювались у поліфонічному складі і були близькі за стилем до народного хорового співу.
Приклади цього жанру зустрічаються у творчості В. Берда, Г. Перселла, Г. Ф. Генделя.

## Характеристика
Літургійні антеми виникли замість католицьких вотивних антифонів (звідси назва anthem, що походить від саксонського antefn, що своєю чергою походить від дав.-гр. ἀντίφωνα). Антеми виконуються під час англіканських вечірніх (комплеторії) та ранкових служб, та зазвичай присвячені Богородиці та іншим святим. Тексти антемів беруться, найчастіше, з Псалтиря (у віршованих перекладах, англ. metrical Psalter), а також з англіканського молитвослова під назвою «Книги спільних молитов». Відповідно до вимог простоти та чіткості, які реформатори церкви ставили до молитовних текстів, англіканські антеми задумувалися як спільний моноритмічний спів.
Ранні антеми були поліфонічними творами з певною кількістю імітацій, часто контрфактурами латинських (канонічних) мотетів, як, наприклад, антеми Т. Талліса «Arise, O Lord» та «With all our hearts» — контрафактури його ж мотету «Salvator mundi». Такий тип хорового антема (без інструментального супроводу або зі скромним акомпанементом на органі) називається повним (англ. full anthem).
В період між 1565 та 1644 рр. отримала розвиток інша різновидність антему, для якої характерне чергування розділів сольного співу (англ. verses) з хоровими розділами, в супроводі музичних інструментів — зазвичай органу або струнного консорту, у випадку урочистостей — також зі супроводом духових. Такий антем називається строфічним, або віршовим (англ. verse anthem).
З середини XVII ст. антем асимілював деякі риси французької та італійської кантати. Ще більшу роль у формі стали відігравати інструментальні прелюдії («симфонії») та інтерлюдії; в особливо урочистих випадках антеми включали прикінцеву хорову юбіляцію «Алілуя»; поряд з поліфонічним складом використовувалася гомофонія, вокальні ансамблі (зокрема, діалогічні) часто зіставлялися із сольним аріозо тощо. Завдяки цьому загальна тривалість віршового антема зросла (особливо в порівнянні з повним антемом).
Стилістично багатообразні антеми Г. Перселла. Його повний антем «Hear my prayer, O Lord», Z 15 (до 1683) — приклад імітаційної поліфонії і тонкої гармонічної гри (в тризвуках — заміна мінорної терції на мажорну, і навпаки).
Після приходу на трон Якова II (1685) жанр антему втратив своє значення, яке не повернулось до нього і після повернення «англіканського» правління. Останні художньо значущі антеми створив у 1716–18 роках Г. Ф. Гендель (HWV 246–268).
У XVIII ст. багато англійських музикантів емігрували в Америку; так антем з'явився і в США. Найвідомішим антемом ХІХ ст. є «Hear My Prayer, o God» — твір Ф. Мендельсона для сопрано, хору та органа (або камерного оркестру), який вперше був виконаний у Лондоні в січні 1845 р.

## Інші значення терміна
У Великій Британії та США словосполучення national anthem — те ж, що і національний гімн.